# Pomračeni um
Pomračeni um (eng. The Schizoid Man) je šesta epizoda druge sezone američke znanstveno-fantastične serije Zvjezdane staze: Nova generacija. 

## Radnja
Enterprise se žuri prema zabačenom planetu na vrlo važnoj misiji - pružiti medicinsku pomoć Dr. Iri Gravesu, jednom od najvećih živućih ljudskih umova.

Gravesova mlada pomoćnica, Kareen Brianon, pozvala je pomoć unatoč suprotnim željama Gravesa. Ekipa, pod vodstvom Date, poslana na je planet da pomogne umirućem Gravesu. Data razvije prilično snažan odnos sa znanstvenikom, koji hrabro izdržava zadnje stadije bolesti. Nedugo nakon što Graves kaže Dati o svojoj nevjerojatnoj sposobnosti prebacivanja ljudskog znanja u računalo, on umire.
Natrag na Enterpriseu, Data se počne ponašati prilično nekarakteristično, čak optužuje Picarda da ima bludne namjere prema Kareen. Nakon što testiranja Datine pozitronske memorije ne pronađu nikakvu grešku, Troi testira Datine psihološke reakcije i otkrije dvije sukobljujuće osobnosti unutar njega. - Datinu i briljantnu i iracionalnu stranu koja brzo zauzima njegov um.
U međuvremenu, Data otkriva Kareen da je on ustvari Graves, koji je prebacio svoj umirući um i tijelo u Datino mehaničko tijelo. Također joj govori da i nju namjerava staviti u tijelo androida tako da zauvijek mogu biti zajedno. Uplašena, Kareen odbija njegov plan na što se Graves razbjesni.

Shvativši Gravesov plan, Picard se suoči s Datom i moli Gravesa da napusti Datino tijelo i um. Kao odgovor, Data onesvijesti kapetana ali kada se Picard osvijesti, zadovoljan je kada sazna da je Gravesovo znanje uspješno premješteno u brodski kompjuter i kako se Data vratio u normalu.

## Vanjske poveznice
- Pomračeni um na startrek.com  Arhivirana inačica izvorne stranice od 15. srpnja 2009. (Wayback Machine)